# (391) Ingeborg
(391) Ingeborg est un astéroïde de la ceinture principale aréocroiseur découvert par Max Wolf le 1er novembre 1894.